# Mesamphisopus depressus
Mesamphisopus depressus är en kräftdjursart som först beskrevs av Barnard 1927.  Mesamphisopus depressus ingår i släktet Mesamphisopus och familjen Mesamphisopidae. Inga underarter finns listade i Catalogue of Life.